# Historieta para adultos

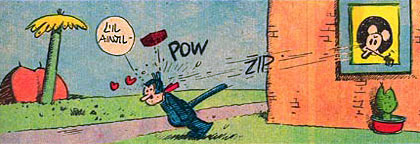
la leyenda de la historieta

La Historieta para adultos (cómic adulto, o cómic para adultos), fue un movimiento historietístico que se desarrolló en los años 60 y 70 del siglo XX en Francia e Italia y luego en otros países, que se caracterizó por incorporar mayor cantidad de elementos eróticos de lo que era habitual hasta entonces en las publicaciones comerciales de tipo historieta, además de «un montaje cinematográfico y una estética pop que los convertía en productos de qualité». Las historietas para adultos están íntimamente relacionadas con la Historieta erótica, en cuanto a sus elementos característicos, pero difieren en cuanto a su contexto y trasfondo histórico y social.
Estas obras no se corresponden, necesariamente, con una auténtica historieta para adultos, ya que sus argumentos podían ser tan imposibles y pueriles como la historieta infantil que había constituido hasta entonces la mayoría del material producido en todos los países, aunque ciertamente abriera las puertas a su desarrollo posterior.

## Historia
El patrocinador de esta corriente fue el editor Eric Losfeld quien a principios de los años 60 empezó a publicar en Francia historietas en formato de lujo con protagonistas femeninas como Barbarella (1962) de Jean-Claude Forest y Valentina (1965) de Guido Crepax que se basaban en los rasgos de Brigitte Bardot y Louise Brooks, respectivamente. Luego vinieron Las aventuras de Jodelle (1966), de Pierre Bartier y Guy Peellaert; Uranella (1966), de Pier Carpi y Floriano Bozzi; Paulette (1970) de Georges Pichard o Dracurella (1973), de Julio Ribera.
A raíz de su éxito, surge pronto una producción masiva de revistas de este tipo en Italia con títulos como Belzeba, "Blancanieves", "Hessa" o "Lucifera", de menor calidad.
En Estados Unidos, pueden destacarse Las aventuras de Phoebe Zeit-Geist (1968), Vampirella (1969), Den (1973) o Ghita of Alizarr (1979).
Con retraso, se produce también un boom del cómic adulto en España, cuyo principal valedor fue el crítico Javier Coma, y que pronto pasa a estructurarse "por escuelas identificadas con las revistas Cairo, El Víbora y Madriz".

## Características
Sus heroínas fueron descritas en principio como autónomas y activas en torno a lo sexual, aunque posteriormente se ha criticado que la liberación femenina a la que se subscribían:

No era sino una tímida liberación masculina de sus autores que expresaban sus fantasías heterosexuales sin tener en cuenta ni siquiera el punto de vista femenino.

Su cómics, ciertamente, incorporaron como elementos sexuales:

"Alguna teta, algún culo, algún desnudo femenino (nunca masculino, ¡horror!), alguna insinuación erótica, incluso alguna escena en la que apareciera una pareja (hetero, por supuesto) en posición comprometida, y ya está".

En cambio, la representación del pene era puramente testimonial, aunque puede destacarse el despolote de Den, dibujado por Richard Corben, que, en cualquier caso, no se había formado en la tradición europea, sino que provenía del cómic underground estadounidense.